# Coptops diversesparsa
Coptops diversesparsa är en skalbaggsart som först beskrevs av Maurice Pic 1917.  Coptops diversesparsa ingår i släktet Coptops och familjen långhorningar. Inga underarter finns listade i Catalogue of Life.